# Atlético Lusitania
El Atlético Lusitania fue un club de fútbol fundado en los Barrios Altos, correspondiente al Cercado de Lima en la ciudad de Lima, Perú. Fue fundado en 1922 y llegó a participar durante varias temporadas en la Segunda División de Perú.

## Historia
Atlético Lusitania fue fundado el 18 de octubre de 1922 en el jirón Coronel Zubiaga 661 en Barrios Altos y su primer presidente fue Jesús Yancari. Participó en la División Intermedia de 1927 a 1931 cuando descendió a Segunda División Provincial de Lima (tercera categoría).
En 1941 se formó la Liga Regional de Lima y Callao y Lusitania pasó a formar parte de su máxima categoría. Logró ser campeón de la Primera División de la Liga Regional de Lima y Callao de 1944 tras derrotar a otros clubes importantes de la época como Unión Callao, KDT Nacional y Juventud Gloria. Junto a Unión Callao lograron el ascenso a la Segunda División de 1945.
En 1951 peleó por el título de la Segunda División frente a Association Chorrillos donde perdió por 6-1 en el desempate por el primer lugar. En la temporada 1953 también logró el subcampeonato del torneo, esta vez detrás del Carlos Concha. En 1957 terminó en último lugar junto a Defensor Arica y tras perder por 2-1 en el desempate descendió a la Primera División Provincial de la Liga de Fútbol de Lima para 1958.
En 1958 logró el título de la Primera División Provincial de la liga de Lima pero quedó eliminado en el triangular de ascenso con San Antonio de Miraflores. Logró un nuevo título de su liga en 1962 y luego de ganar el triangular retornó a la Segunda División de 1963. Se mantuvo en la Segunda hasta el año 1966 donde perdió la categoría tras perder el desempate con Juventud Gloria.
En los años siguientes participó en la Liga Distrital del Cercado de Lima hasta su desaparición.

## Jugadores
- Ruben Correa
- Pedro González Zavala
- Felipe Pinglo Alva
- César Benevides
- Carlos Butron
- Pitot
- Puga
- Rafael Goyoneche
- Lucas Ramos
- Manuel Morales
- Rafael Risco

## Datos del club
- Temporadas en Segunda División: 17 (1945 - 1957, 1963 - 1966).
- Mayor Goleada Realizada:
  - Atlético Lusitania 9:1 Jorge Chávez (29 de diciembre de 1951).[3]
- Mayor Goleada Recibida:
  - Atlético Lusitania 1:6 Association Chorrillos (13 de enero de 1952).

## Evolución Indumentaria

#### Atlético Lusitania 1922-1985
| Titular 1 | Titular 2 | Titular 3 | Titular 4 | Titular 5 | Titular 6 | Alterno 1 | Alterno 2 |  |

## Palmarés

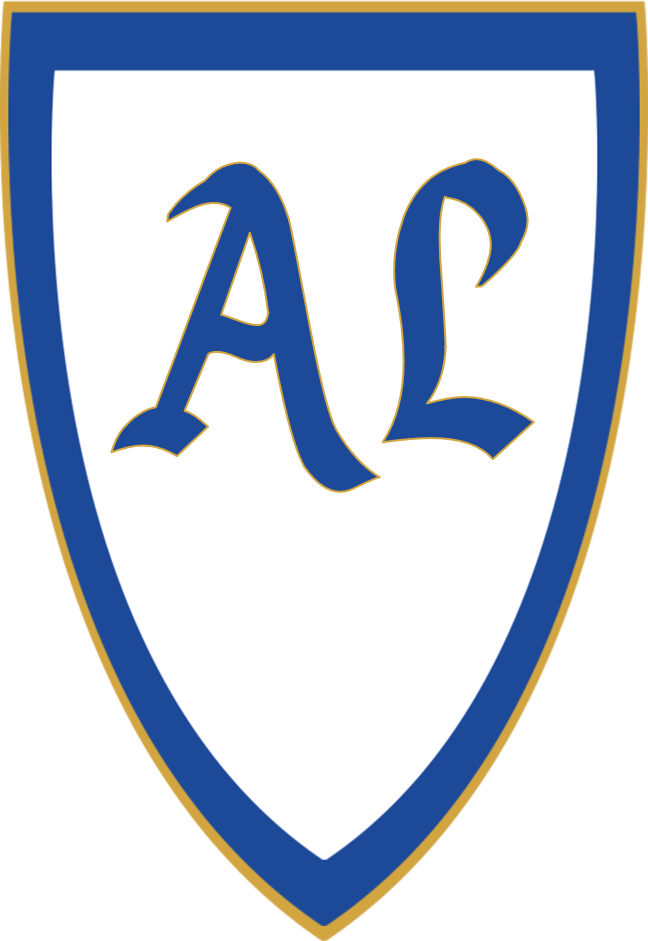
Escudo

### Torneos nacionales
- Subcampeón de la Segunda División (3): 1945, 1951 y 1953.

### Torneos regionales
- Liga Regional de Lima y Callao (1): 1944.
- Liga de Fútbol de Lima (2): 1958, 1962.
- Liga Distrital del Cercado de Lima (1): 1979.[4]
- Subcampeón de Liga Regional de Lima y Callao: 1943.